# American Civil Liberties Union
American Civil Liberties Union (ACLU) är en amerikansk ideell organisation för mänskliga rättigheter, grundad 1920. Man är aktiv i alla USA:s 50 delstater, Washington, D.C. och Puerto Rico. Organisationen erbjuder juridisk assistans i rättsfall där den bedömer att medborgerliga friheter står på spel. Juridisk hjälp från ACLU kan ske i form av rättshjälp under en åtalsprocess eller förberedelse av amicus curiae-assistans när en annan advokatfirma redan representerar en klient.

## Historia
ACLU utvecklades ur den tidigare National Civil Liberties Bureau (NCLB), bildad 1917 med yttrandefrihet och motstånd mot första världskriget som huvudsaklig politik. Efter krigsslutet startade en av NCLB:s grundare, Roger Nash Baldwin, en ny organisation i början av 1920, med en delvis annan inriktning. Baldwins målsättning var mindre fokuserad på stämningar och mer på aktiv handling och upplysningsverksamhet.
Det nybildade ACLU var inte den enda liknande organisationen i början av 1920-talet, men den var den enda som inte fokuserade sig på en enda fråga eller representerade endast en viss grupp. Organisationen ägnade sig tidigt bland mycket annat åt att kämpa för svartas hotade rättigheter i Sydstaterna.
Under 1920-talet var det huvudsakliga fokuset hos ACLU på yttrandefrihet och medborgerliga rättigheter inom arbetarrörelsen. Detta ledde till kritik från mer konservativa grupperingar i samhället. Däremot stod ACLU upp för allas rätt att yttrycka sig, inklusive för Ku Klux Klan som under 1920-talet hade en politisk storhetsperiod. ACLU:s fokus på allas yttrandefrihet ledde även till en obekväm relation till det under mellankrigstiden ofta militanta kommunistpartiet i USA.

## Verksamhet och politik
Utöver att representera fysiska och juridiska personer i samband med rättsfall ägnar sig ACLU åt lobbying för politiska ståndpunkter som dess styrelse beslutat. Organisationens nuvarande ståndpunkter inkluderar:
- motstånd mot dödsstraff
- stöd för samkönat äktenskap
- stöd för HBTQ-relaterade personer att kunna bli adoptivföräldrar
- stöd för preventivmedel, aborträtt och andra reproduktiva rättigheter
- avskaffandet av diskriminering mot kvinnor, etniska minoriteter och HBTQ-personer
- minskande av fängelsestraff
- skyddande av bostads- och arbetsrättigheter för krigsveteraner[2]
- reformering av registersystemet för sexförbrytare[3]
- skyddande av bostads- och arbetsrättigheter för döma förstagångsförbrytare
- stöd för fångars rättigheter och motstånd mot tortyr
- behållande av separationen mellan stat och kyrka
- stöd för möjligheten till könsbekräftande behandling av unga transpersoner[4]

ACLU har cirka 500 yrkesjurister bland sina led, utöver flera tusen lekmannajurister.

## Organiserande
Rent juridiskt består ACLU av två separata men tätt samarbetande organisationer. Det är dels American Civil Liberties Union, en gruppering för social välfärd, dels ACLU Foundation, en offentlig välgörenhetsorganisation. Båda organisationerna ägnar sig åt civilrättsliga tvister, opinionsbildning och utbildning, men endast donationer till den senare stiftelsen är avdragsgilla i den amerikanska självdeklarationen. Det är endast den förra grupperingen som kan engagera sig i politisk lobbyverksamhet utan avsevärda begränsningar.
Inkomsterna till ACLU kommer både från donationer och medlemsavgifter från dess 1,7 miljoner medlemmar.